# Camponotus kutterianus
Camponotus kutterianus är en myrart som beskrevs av Baroni Urbani 1972. Camponotus kutterianus ingår i släktet hästmyror, och familjen myror. Inga underarter finns listade.